# Ponton Santa Teresa del Yata
Santa Teresa del Yata (auch: Puerto Teresa Río Yata) ist eine Ortschaft im Departamento Beni im südamerikanischen Anden-Staat Bolivien.

## Lage im Nahraum
Santa Teresa del Yata ist eine Ortschaft im Municipio Santa Rosa in der Provinz Ballivián. Der Ort liegt auf einer Höhe von 162 m am linken Ufer des Río Yata, der hier in östlicher Richtung fließt und 900 Kilometer flussabwärts in den Río Mamoré mündet. Etwa fünfzig Kilometer von Santa Teresa entfernt in südwestlicher Richtung bei der Ortschaft El Triunfo findet sich eine Reihe von Seen, deren größter mit 155 Quadratkilometern der Rogagua-See ist, ein beliebtes Ausflugsziel für Touristen der Region.

## Geographie
Santa Teresa del Yata liegt im bolivianischen Teil des Amazonasbeckens östlich der Gebirgsketten des Landes in einem ganzjährig humiden Klima.
Die Jahresdurchschnittstemperatur der Region liegt bei 26 °C (siehe Klimadiagramm Rurrenabaque) und schwankt nur unwesentlich zwischen 23 °C im Juni und Juli und gut 27 °C von Oktober bis Dezember. Der Jahresniederschlag beträgt knapp 2000 mm, mit einer ausgeprägten Regenzeit von Dezember bis März mit 200 bis 300 mm Monatsniederschlag und niedrigsten Monatswerten knapp unter 100 mm von Juli bis September.

## Verkehrsnetz
Südöstlich von Santa Teresa del Yata und 561 Straßenkilometer entfernt liegt Trinidad, die Hauptstadt des Departamentos.
Von Trinidad aus führt die Nationalstraße Ruta 3 in südwestlicher Richtung über San Ignacio de Moxos und San Borja nach Yucumo. Von dort aus führt die Ruta 8 über 99 Kilometer nach Nordwesten bis Rurrenabaque, von dort weiter in nordöstlicher Richtung noch einmal 97 Kilometer über Reyes nach Santa Rosa de Yacuma. Von dort sind es noch einmal 84 Kilometer in nordöstlicher Richtung bis zum Río Yata, den sie auf einer neu gebauten Brücke bei Santa Teresa del Yata überquert.
In ihrer Verlängerung erreicht die Straße nach weiteren 415 Kilometern die Stadt Guayaramerín am Río Mamoré an der Grenze zu Brasilien.

## Bevölkerung
Die Einwohnerzahl der Ortschaft ist in den vergangenen beiden Jahrzehnten drastisch zurückgegangen:
| Jahr | Einwohner | Quelle       |
| ---- | --------- | ------------ |
| 1992 | 188       | Volkszählung |
| 2001 | 252       | Volkszählung |
| 2012 | 55        | Volkszählung |
| 2024 |           | Volkszählung |